# Duchess
«Duchess» (en castellano «Duquesa») es una canción del grupo británico Genesis, pertenece al álbum Duke de 1980. Es la segunda parte de una suite de 30 minutos de duración, la cual el grupo decidió desglosarla en partes individuales para formar diferentes canciones en el álbum, a saber: "Behind The Lines", "Guide Vocal", "Turn It On Again", "Duke's Travels" y "Duke's End".
Con 6:26 de duración es la segunda canción más larga en el álbum (la más larga del álbum es Duke's Travels con 8:40 de duración), siendo también notable por ser la primera canción de Genesis en donde se utiliza batería electrónica. De esta forma, se inicia con un loop de batería electrónica, similar al que Phil Collins usaría en la canción In the Air Tonight de su primer trabajo solista, Face Value. El loop comienza cuando la canción anterior, Behind The Lines se encuentra culmimando, y esta sección instrumental se convierte en el puente que une a las dos canciones como si se tratara de una sola.
Las letras de "Duchess" cuentan la historia de una diva del espectáculo, desde el punto más exitoso de su carrera hasta su caída frente a la opinión pública y el posterior fracaso. No es claro si las letras, al igual que la música, están relacionados en estas canciones. La diva podría tratarse de la heroína del libro al que hacen referencia las letras de "Behind The Lines" (en castellano "Detrás de las Líneas"), luego de que el oyente se encuentra "detrás de las Líneas" del libro.
Finalmente la canción se funde con la siguiente "Guide Vocal" y el tema principal de esta vuelve a aparecer (bastante modificado) en "Dukes Travels". La suite fue interpretada por completo durante la primera mitad de la gira de 1980, luego de la publicación del álbum "Duke". Después de esto, "Duchess" permanece en el repertorio de canciones únicamente junto a "Behind the Lines" (las dos canciones siempre fueron interpretadas juntas) hasta 1982. 
El grupo grabó un video promocional para la canción, la música para este video fue tomada de una versión modificada de la canción original, la cual apareció en un sencillo en el Reino Unido de mayo de 1980, acompañada por la canción "Open Door". En el video se lo pueden ver a Phil Collins, Tony Banks y Mike Rutherford tocando en diferentes lugares, dentro de un auditorio vacío. La batería electrónica utilizada en la canción se puede ver al principio del video.
Una versión en vivo de "Duchess" se puede encontrar en el álbum "Three Sides Live" de 1982, que retrata la gira de Genesis interpretando las canciones de este período.